# Sokolce
Sokolce (Hongaars:Lakszakállas) is een Slowaakse gemeente in de regio Nitra, en maakt deel uit van het district Komárno.
Sokolce ligt op  het grote eiland Schutt en telt 1279 inwoners waarvan meer dan 90% Hongaars is.